# José Salomón
José Salomón, né le 9 juillet 1916 à La Plata et mort le 22 janvier 1990, est un footballeur international argentin.
Ce défenseur porte les maillots du Racing Club de Avellaneda et du Liverpool de Montevideo. Il est aussi capitaine de l'équipe nationale argentine.

## Carrière
Salomón commence sa carrière en 1935 au Club Atlético Talleres de Remedios de Escalada (en). En 1939 il rejoint le Racing Club de Avellaneda, un des principaux clubs argentins. 
Il fait en parallèle ses débuts en sélection, dont il va porter le maillot à 44 reprises, dont 21 en Championnat sud-américain (l'ancêtre de la Copa América) dont il remporte les éditions 1941, 1945 et 1946. Il remporte également la Copa Lipton, opposant l'Argentine et l'Uruguay, en 1942 et 1945.
Sa carrière internationale se termine brutalement en 1946, sur un tacle du Brésilien Jair Rosa Pinto lors du Championnat sud-américain qui lui brise tibia et péroné. Cet incident, point d'orgue d'un match particulièrement brutal, provoque l'envahissement du terrain et nourrit la rivalité entre l'Argentine et le Brésil en football. Les deux sélections ne s'affronteront plus pendant dix ans après ce match.
En 1947, il signe au Liverpool Fútbol Club, à Montevideo en Uruguay, puis vient terminer sa carrière en 1949 et 1950 au Talleres RE, le club de ses débuts.